# Evacuate the Dancefloor (Lied)
Evacuate the Dancefloor ist die bisher erfolgreichste Single des deutschen Dance-Projekts Cascada. Die Single wurde am 3. Juli 2009 als Download und als CD-Single veröffentlicht und ist auf dem gleichnamigen, kurz darauf erschienenen Album Evacuate the Dancefloor zu finden. Der Song wurde mit dem deutschen Rapper Carlprit aufgenommen.

## Hintergrund
Evacuate the Dancefloor wurde von Manuel Reuter, Yann Pfeifer und Allan Eshuys komponiert und geschrieben. Natalie Horler ist die Sängerin des Songs. Es wurde von Manian und Yanou, den DJs und Produzenten des Projekts, produziert und über ihr eigenes Plattenlabel Zooland Records herausgebracht. Instrumental enthält es nur Synthesizerelemente, die von den beiden DJs kommen.

## Musikvideo
Das offizielle Video wurde am 19. Mai 2009 auf dem offiziellen YouTube-Kanal vom Plattenlabel All Around The World hochgeladen. Am Anfang ist Natalie Horler, die Sängerin des Projekts, zu sehen. Sie singt die erste Passage des Songs. Dies wird in mehreren Szenen gezeigt. Beim Refrain kann man mehrere Hip-Hop-Tänzer sehen, wie sie passend zur Musik ihre Tanzschritte und Moves machen. Carlprit wird bei seinem Rap-Part auch gezeigt. Auch er macht passende Mundbewegungen zur im Hintergrund laufenden Musik. Die beiden offiziellen Videos wurden nach drei Jahren über 55.000.000-mal angeklickt.
Das Video wurde 2010 für die MTV Video Music Awards (VMA's) in Los Angeles nominiert.

## Versionen & Remixe
1. Radio Edit – 3:26
2. Extended Mix – 5:25
3. Wideboys Remix – 6:04
4. Chriss Ortega Bigroom Remix – 6:29
5. Rob Mayth Remix – 5:28

## Auszeichnungen bei Musikpreisen
Evacuate the Dancefloor war in den Kategorien Best HiNRG/Euro Track und Best Pop Dance Track bei den International Dance Music Awards 2010 nominiert. Des Weiteren war der Song für den VIVA Comet 2010 in der Kategorie Bester Partysong nominiert. Das Video zu Evacuate the Dancefloor erreichte eine Nominierung in der Kategorie Best Dance Video bei den MTV Video Music Awards 2010.

## Kommerzieller Erfolg

### Chartplatzierungen
Evacuate the Dancefloor stieg am 20. Juli 2009 auf Platz sechs neu in den deutschen Charts ein. In der darauf folgenden Woche konnte der Song auf Platz fünf klettern, was gleichzeitig die höchste Platzierung für den Song in den deutschen Charts bedeutet. Insgesamt konnte er sich sieben Wochen in den Top-10 halten. In Österreich und der Schweiz erreichte der Song ebenfalls die Top-10. Im Vereinigten Königreich konnte Evacuate the Dancefloor am 11. Juli 2009 Platz eins erreichen und sich dort für zwei Wochen halten. Der Song blieb sechs Wochen in den britischen Singlecharts. In den Vereinigten Staaten erreichte der Song als beste Platzierung Platz 25. Der Song war in über 20 Ländern weltweit in den Top-10 der Singlecharts und neben England auch in den Niederlanden auf Platz eins der dortigen Charts.
| ChartsChartplatzierungen       | Höchstplatzierung | Wochen |
| ------------------------------ | ----------------- | ------ |
| Deutschland (GfK)              | 5 (39 Wo.)        | 39     |
| Österreich (Ö3)                | 6 (33 Wo.)        | 33     |
| Schweiz (IFPI)                 | 7 (35 Wo.)        | 35     |
| Vereinigte Staaten (Billboard) | 25 (26 Wo.)       | 26     |
| Vereinigtes Königreich (OCC)   | 1 (18 Wo.)        | 18     |

| ChartsJahrescharts (2009)    | Platzierung |
| ---------------------------- | ----------- |
| Deutschland (GfK)            | 25          |
| Österreich (Ö3)              | 32          |
| Schweiz (IFPI)               | 43          |
| Vereinigtes Königreich (OCC) | 31          |

### Auszeichnungen für Musikverkäufe
Für über 300.000 verkaufte Einheiten bekam Cascada eine Platin-Schallplatte in Deutschland.
| Land/Region                  | Auszeichnungen für Musikverkäufe (Land/Region, Auszeichnung, Verkäufe) | Verkäufe  |
| ---------------------------- | ---------------------------------------------------------------------- | --------- |
| Australien (ARIA)            | Platin                                                                 | 70.000    |
| Dänemark (IFPI)              | Gold                                                                   | 15.000    |
| Deutschland (BVMI)           | Platin                                                                 | 300.000   |
| Kanada (MC)                  | 2× Platin                                                              | 160.000   |
| Neuseeland (RMNZ)            | Platin                                                                 | 15.000    |
| Niederlande (NVPI)           | Gold                                                                   | 10.000    |
| Vereinigte Staaten (RIAA)    | Platin                                                                 | 1.000.000 |
| Vereinigtes Königreich (BPI) | Platin                                                                 | 600.000   |
| Insgesamt                    | 2× Gold · 7× Platin ·                                                  | 2.170.000 |